# 久拉·朱札爾
久拉·朱扎爾蒙席（1954年4月22日—）是現任拜占庭禮天主教魯斯基克爾斯圖爾聖尼各老教區主教，自2018年12月起就任。在此之前，他曾於2001年至2003年間任魯塞尼亞禮天主教穆卡切沃教區輔理主教、2003年至2013年間任拜占庭禮天主教塞爾維亞與蒙特內哥羅宗座代牧區督主教、2013年至2018年間任拜占庭禮天主教塞爾維亞宗座代牧區督主教；2001年至2018年間，他還曾是阿克拉索斯教區領銜主教。

## 生平
久拉·朱扎爾於1954年4月22日生於南斯拉夫塞爾維亞社會主義共和國伏伊伏丁那社会主义自治省（今伏伊伏丁那自治省）南巴奇卡州扎巴利，父母分別為佛拉迪米爾和娜塔莉亞。他在家鄉完成了基礎教育，然後至罗马的一家烏克蘭初級神學院繼續接受高等教育。1980年9月7日，朱扎爾在拜占庭禮天主教克里熱夫齊教區內由時任教區宗座署理加布里埃爾·布卡特科總主教晉鐸，之後他回到羅馬，任職於教廷東方教會部。
2001年3月3日，朱扎爾獲任命為魯塞尼亞禮天主教穆卡切沃教區輔理主教。3月19日，朱扎爾由時任教宗若望保祿二世晉牧，並獲祝聖為阿克拉索斯教區領銜主教，儀式由教宗和安傑洛·索達諾、若翰·雷兩位時任樞機共同主持。
2003年8月28日，聖座建立了拜占庭礼天主教塞爾維亞與蒙特內哥羅宗座代牧區，牧養兩地的拜占庭禮天主教信眾；朱扎爾獲任命為首任宗座代牧區督主教，教座位於魯斯基克爾斯圖爾。2013年1月19日，代牧區範圍縮小至僅限塞爾維亞，蒙特內哥羅天主教信眾改由境內的拉丁禮天主教會牧養。2016年3月，朱扎爾當選為聖西里爾與美多德國際主教團副主席。
2018年12月6日，時任教宗方濟各將塞爾維亞宗座代牧區升格為魯斯基克爾斯圖爾聖尼各老教區；朱扎爾續獲任命為首任教區主教至今。